# حزب برابری و دمکراسی خلق‌ها
حزب برابری و دمکراسی خلق‌ها (به تُرکی: Halkların Eşitlik ve Demokrasi Partisi، به کُردی: Partiya Wekhevî û Demokrasiya Gelan)، که به صورت مخفف به شکل  (به ترکی استانبولی: HEDEP) شناخته می‌شود، یک حزب سیاسی  در ترکیه است. این حزب در ۲۵ نوامبر ۲۰۱۲ با نام حزب سبزها و آیندۀ چپ (به ترکی: Yeşiller ve Sol Gelecek Partisi) با ادغام حزب سبزها و حزب برابری و دموکراسی تأسیس شد. این حزب در آوریل ۲۰۱۶ نام خود را تغییر داد.این اخرین تغییر نام نبود  با ادغام حزب دموکراتیک خلق‌ها و حزب چپ سبز در سال 2023 حزب برابری و دمکراسی خلق‌ها بوجود امد.
از اعضای برجستۀ حزب می‌توان به مورات بلگه، نویسندۀ سیاسی چپگرا و ستون‌نویس نشریۀ «طرف»، قوتلوق آتامان، فیلمساز و هنرمند معاصر، و افق اوراس، معاون سابق استانبول و رئیس حزب آزادی و همبستگی (ÖDP) اشاره کرد.

## تاریخچه
این حزب یکی از مشارکت‌کنندگان در کنگره دموکراتیک خلق‌ها (HDK) یک ابتکار عمل سیاسی است که در تأسیس حزب دموکراتیک خلق‌ها (HDP) در سال ۲۰۱۲ مؤثر بود.
حزب برابری و دموکراسی خلق در 15 اکتبر 2023 نام خود را از حزب چپ سبز و آینده به حزب برابری و دموکراسی خلق تغییر داد و در همان کنگره تولای حاتموغلولری و  تونچر باکرهان به عنوان رهبران مشترک این حزب انتخاب شدند.

## مواضع
حزب برابری و دمکراسی خلق‌ها به طور رسمی نسل‌کشی ارمنی‌ها را به رسمیت شناخته است.